# Shozo Ishihara
Shozo Ishihara (石原 省三), född 10 augusti 1910 i Shimomeguro och död 19 juli 1993, var en japansk hastighetsåkare på skridskor. Han deltog i två olympiska spel på. I Lake Placid 1932 deltog han på alla fyra distanser, men kvalificerade sig inte till final. I Garmisch-Partenkirchen 1936 deltog han på 500 meter där han kom på fjärde plats och 1 500 meter vilket han nådde nittonde platsen.